# Козова (Естонія)
Ко́зова (ест. Kosova küla) — село в Естонії, у волості Аг'я повіту Пилвамаа.

## Населення
Чисельність населення на 31 грудня 2011 року становила 78 осіб.

## Географія
Село розташоване на північний захід від селища Аг'я, адміністративного центру волості.